# الإطلاق الجوي إلى المدار

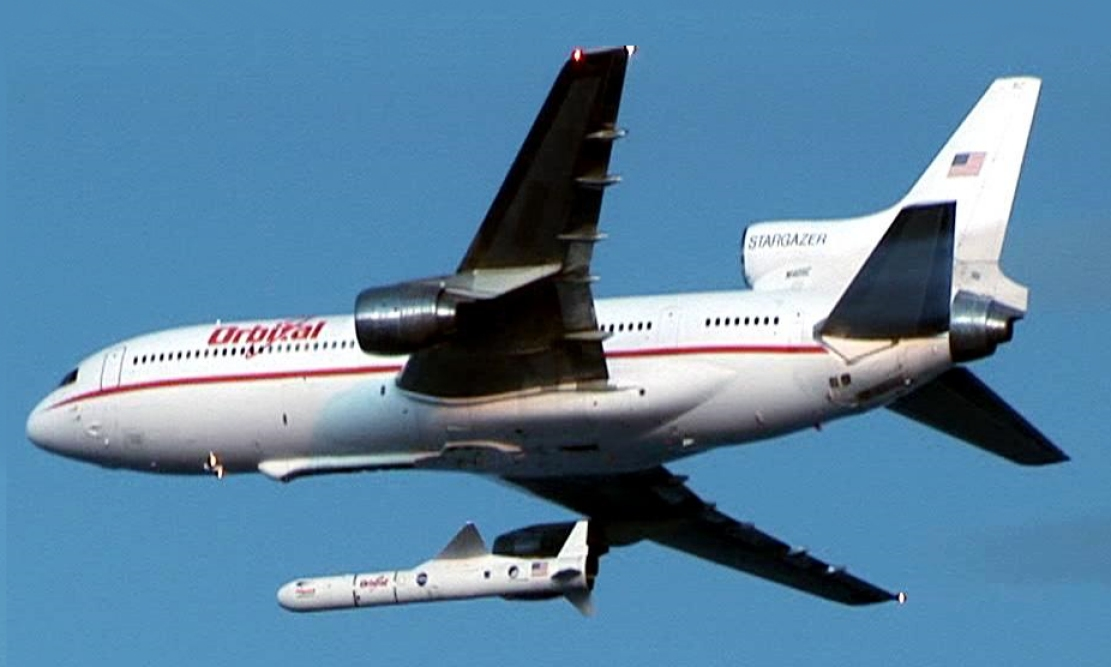
نموذج للإطلاق الجوي إلى المدار على متن الطائرة ستارغازر في سماء كاليفورنيا 2006

الإطلاق الجوي إلى المدار (بالإنجليزية: Air-launch-to-orbit) هي طريقة إطلاق الصواريخ على ارتفاع من طائرة تقليدية ذات إقلاع أفقي، لنقل الأقمار الصناعية إلى مدار أرضي منخفض. هو تطور متواصل لعمليات الإطلاق الجوي للطائرات التجريبية التي بدأت في أواخر الأربعينيات من القرن العشرين.
تقدم هذه الطريقة عند استخدامها لإدخال الحمولة المدارية مزايا كبيرة على الإطلاق التقليدي للصواريخ العمودية، خاصة بسبب انخفاض كتلة الصاروخ ودفعه وتكلفته. يجري أيضًا تطوير الإطلاق الجوي للرحلات الفضائية شبه المدارية. في عام 2004 فاز فريق بقيادة بورت روتان من سكاليد كومبوزيت بمحفظة جائزة أنصاري إكس بقيمة 10 ملايين دولار، حيث أطلق سبيس شيب وان من طائرة حاملة وايت نايت المصممة لهذا الغرض.

## المزايا
الميزة الرئيسية لصاروخ يتم إطلاقه بواسطة طائرة تحلق على ارتفاع عالٍ هو أنه لا يحتاج إلى الطيران عبر الغلاف الجوي المنخفض والكثيف، والذي يتطلب جره قدرًا كبيرًا من العمل الإضافي وبالتالي كتلة من الوقود الدافع. تؤدي الكثافات العالية عند الارتفاعات المنخفضة إلى قوى جر أكبر تؤثر على المركبة. بالإضافة إلى ذلك، يتم فقدان الدفع بسبب التمدد المفرط للعادم عند الضغط المحيط المرتفع وانخفاض التمدد عند الضغط المحيط المنخفض، لا يمكن أن توفر هندسة الفوهة الثابتة تمددًا مثاليًا للعادم على النطاق الكامل للضغط المحيط، وتمثل بذلك حلاً وسطًا. يمكن تحسين الصواريخ التي يتم إطلاقها من ارتفاعات عالية من أجل خفض الضغط المحيط، وبالتالي تحقيق قوة دفع أكبر على نظام التشغيل بأكمله.
يتم الاحتفاظ بالوقود الدافع لأن الطائرة الحاملة التي تسحب الهواء ترفع الصاروخ إلى الارتفاع بشكل أكثر كفاءة. لا تتطلب محركات الطائرات تخزين مادة مؤكسدة على متنها ويمكنها استخدام الهواء المحيط لإنتاج قوة دفع، على سبيل المثال مع محرك عنفي مروحي. يسمح هذا لنظام الإطلاق بالحفاظ على كمية كبيرة من الكتلة التي كانت ستُخصص للوقود، مما يقلل الحجم الكلي. يمكن بعد ذلك أن يشمل جزء أكبر من كتلة الصاروخ الحمولة، مما يقلل من تكاليف إطلاق الحمولة. من الممكن أيضًا الاستفادة من أنواع الوقود عالية النبضات التي يتم منعها من عمليات الإطلاق السطحية بسبب سميتها، مثل تلك التي تحتوي على البريليوم أو الفلور.
يوفر الإطلاق الجوي إلى المدار إمكانية القيام بعمليات شبيهة بالطائرات مثل الإطلاق عند الطلب، كما أنه أقل عرضة للطقس الذي يقيد الإطلاق. يسمح ذلك للطائرة بالتحليق حول الظروف الجوية وكذلك الطيران إلى نقاط انطلاق أفضل، وإطلاق حمولة في أي ميل مداري في أي وقت. يتم تخفيض تكاليف التأمين أيضًا، لأن عمليات الإطلاق تتم بعيدًا عن الأرض، ولا توجد حاجة لمنصة إطلاق أو مجمع محصن.
يعمل الإطلاق الجوي إلى المدار أيضًا بشكل جيد كجزء من نظام الإطلاق المركب مثل مرحلة واحدة قابلة لإعادة الاستخدام يتم إطلاقها جوًا إلى مركبة إطلاق سكاي هوك تعمل بصاروخ أو محرك صاروخي/محرك نفاث/محرك سكرامجت. من المزايا الإضافية للإطلاق الجوي إلى المدار انخفاض دلتا v اللازم للوصول إلى المدار. يؤدي هذا إلى زيادة نسبة الحمولة إلى الوقود مما يقلل التكلفة لكل وحدة كتلة في المدار. لزيادة الاستفادة من ميزة دلتا v تم اقتراح إطلاق جوي أسرع من الصوت إلى المدار.